# كيت فلانري
كيت فلانري (بالإنجليزية: Kate Flannery)‏ هي مغنية وممثلة أمريكية، ولدت في 10 يونيو 1964 بفيلادلفيا في الولايات المتحدة.

## أعمال

### مسلسلات
- الفتاة الجديدة
- المكتب
- ويزردز أوف ويفرلي بليس[4]

## وصلات خارجية
- كيت فلانري على موقع IMDb (الإنجليزية)
- كيت فلانري على موقع ألو سيني (الفرنسية)
- كيت فلانري على موقع ميوزك برينز (الإنجليزية)
- كيت فلانري على موقع أول موفي (الإنجليزية)
- كيت فلانري على موقع ديسكوغز (الإنجليزية)
- كيت فلانري على موقع قاعدة بيانات الفيلم (الإنجليزية)
- كيت فلانري على موقع كينوبويسك (الروسية)